# Gerardo Torrado
Gerardo Torrado Díez de Bonilla (Ciudad de México, 13. travnja 1979.) bivši je meksički nogometaš i reprezentativac koji je igrao na poziciji veznog.

## Vanjske poveznice
- Profil na Transfermarkt
- Profil na Soccerway